# Бацкович, Слободан
Слободан Бацкович (черног. Slobodan Backović, род. 3 сентября 1946, Никшич) — черногорский государственный деятель и дипломат, физик-ядерщик. C 2008 по 2011 годы — Чрезвычайный и полномочный посол Черногории в Российской Федерации.
Является членом Дуклянской и Черногорской академий наук и искусств. Бывший министр образования и науки Черногории, член социал-демократической партии Черногории. Известен своим спорном решением о переименовании школьного предмета «Сербский язык» в «Черногорский язык».
В 2008 году был назначен Чрезвычайным и Полномочным Послом Черногории в Российской Федерации. Вручил свои верительные грамоты Владимиру Титову, заместителю министра иностранных дел России 5 июня 2008 года, а Президенту Дмитрию Медведеву — 18 сентября 2008 года.